# 10399 Nishiharima
10399 Nishiharima este un asteroid din centura principală de asteroizi.

## Descriere
10399 Nishiharima este un asteroid din centura principală de asteroizi. A fost descoperit pe 29 octombrie 1997 la Ōizumi de Takao Kobayashi. Asteroidul prezintă o orbită caracterizată de o semiaxă mare de 2,39 ua, o excentricitate de 0,08 și o înclinație de 3,8° în raport cu ecliptica.